# Nel segno di Roma
Nel segno di Roma è un film del 1959 diretto da Guido Brignone e, non accreditato, da Michelangelo Antonioni.
Pellicola di genere peplum diretta da Antonioni affiancato da Brignone, al suo ultimo film.

## Trama

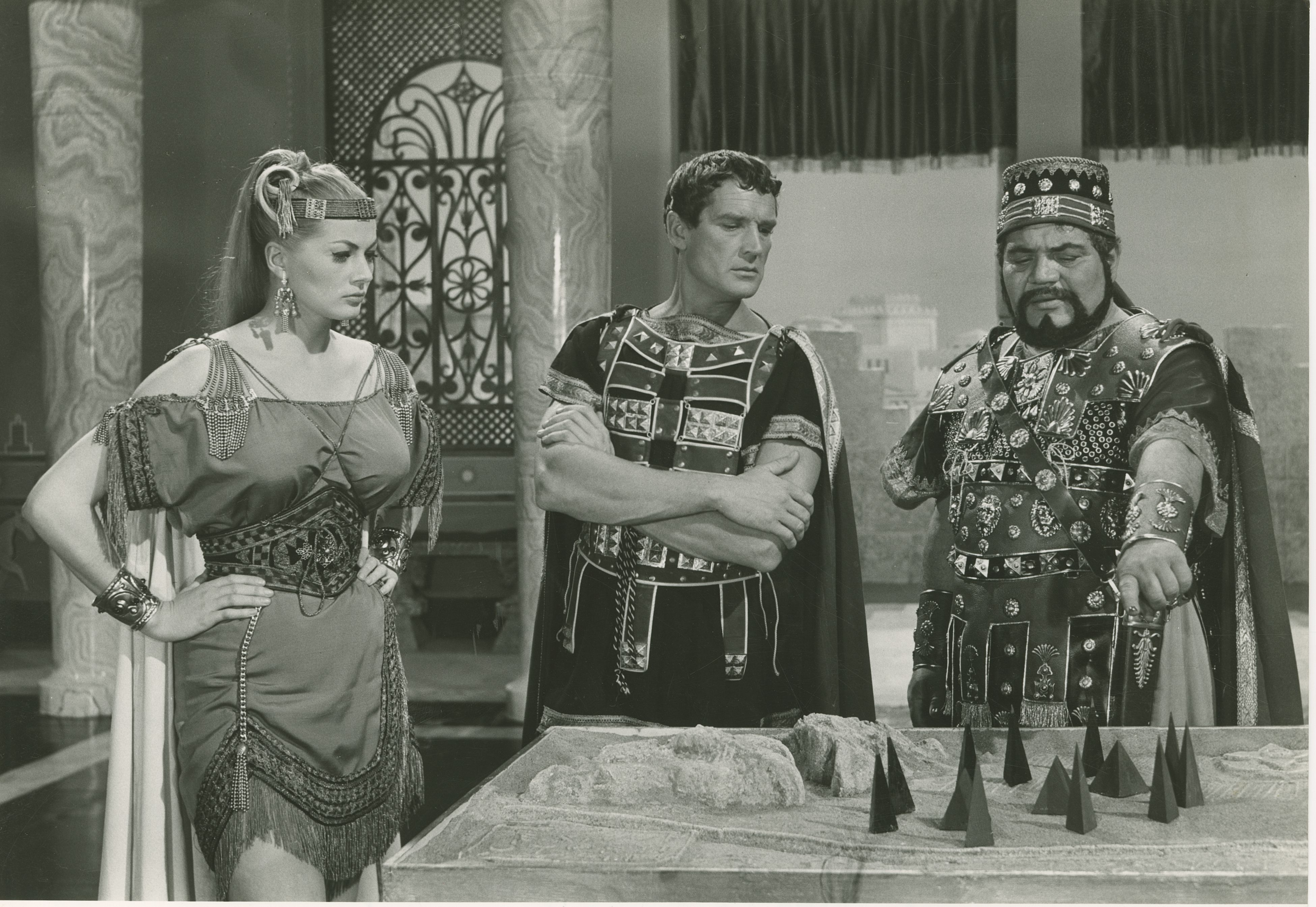
Anita Ekberg, Georges Marchal e Folco Lulli in una scena del film

La regina Zenobia è minacciata da anni dalla presenza devastatrice di Roma. Il console Marco Valerio, dopo tanti tentativi falliti, cerca ancora una volta di avvicinarsi alle amicizie di Zenobia, per convincerla ad annettere il suo regno a Roma e a esserne tributaria.
Il piano di Valerio sta quasi per funzionare, se non fosse per il generale Marcello che ordina un attacco improvviso a Palmira. Come se non bastasse, la regina Zenobia aveva già da tempo chiesto alla Siria e alla Persia di sostenerla, in caso di guerra. Lo scontro è violentissimo, ma alla fine Zenobia perde e viene condotta a Roma.
Come da copione Marco Valerio, in base ai suoi piani, fa assolvere la prigioniera e la tiene in casa come schiava e concubina, mentre un successore africano, scelto però da Roma, si appresta a riprendere il dominio di Palmira.